# F-11 (戦闘機)
F11F / F-11 タイガー
飛行するF11F-1 138620号機 (1956年撮影)
- 用途：戦闘機
- 分類：艦上戦闘機
- 製造者：グラマン航空機エンジニアリング社
- 運用者： アメリカ合衆国（アメリカ海軍）
- 初飛行：1954年7月30日
- 生産数：200機
- 運用開始：1956年
- 退役：1961年（実戦部隊）1969年（ブルーエンジェルス）
- 運用状況：退役

F-11 タイガー（Grumman F-11 Tiger ）はグラマン社が開発し、アメリカ海軍で1950年代後半に運用された艦上戦闘機。
愛称の「タイガー (Tiger)」は虎の意。1962年に軍用機の呼称が陸海空軍で統一される前の機種記号はF11Fであった。

## 概要
F9F-6 クーガーは、後退翼の採用によってF9Fパンサーより速度性能を向上させた優秀な戦闘機であったが、当時の航空機の速度性能は年々向上しており、超音速機も早晩実用化するものと思われた。そのため、1952年4月にF9F-8として本格的な超音速戦闘機がアメリカ海軍より発注された。なお、1952年6月にはチャンスボートF8Uの契約も行われていることから、F8U開発の保険的な意味合いも大きかった。機体がF9Fとは全く異なるが、F9F-8の名称で開発開始されたのは、予算対策の目的に既存機の改修の形をとったためである。なお、開発途中でF9F-9に名称が変更されている。F9F-9は1954年7月に初飛行し、1955年4月にF11F-1の名称が与えられた。
チャンスボートF8U、マクダネルF4Hと海軍の主力機の座を争ったが、元々は軽量戦闘機であったはずが、開発の過程で改良を重ねるうちに重量が増加してしまい、それと非力なエンジン（ライトJ65-W-18 推力 3,380kg）の組み合わせは、速度（1,210km/h）・加速・上昇性能において劣っていた。加えて全天候性能や多用途性能にも欠けていた。当時のアメリカ海軍はジェット戦闘機を純戦闘機として、レシプロ戦闘機を戦闘爆撃機として運用してきたが、さすがに50年代半ばを過ぎた当時はレシプロ戦闘機の性能は限界に達しており、ジェット戦闘機に戦闘爆撃機としても使用できる汎用性が求められるようになった。対抗機であったF8Uはある程度の汎用性を備えており、かつ全天候化にも対応可能であった。そのためF-11の生産数は196機に止まった。

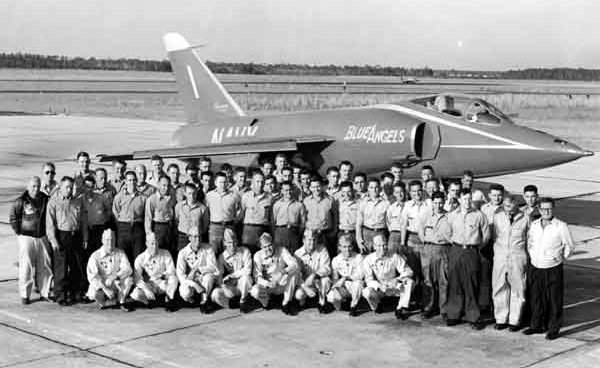
ブルーエンジェルス（F11F-1）

実戦部隊への配備も1957年から1961年までと短い。ただし、離着艦性能、操縦性、運動性においては非常に優れていたので、アメリカ海軍の曲技飛行隊「ブルーエンジェルス」の使用機になった。初期生産型と機首部分を延長した後期生産型がある。
F11F-1は1962年のアメリカ三軍の軍用機呼称の統一に伴ってF-11Aと改称された。

## 性能向上型

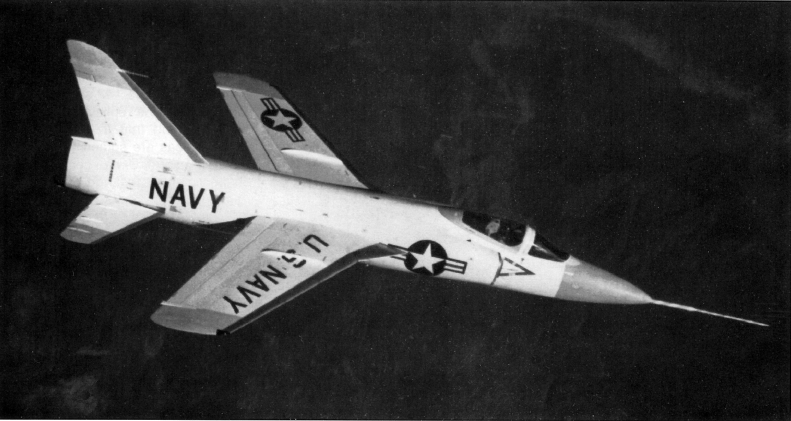
F11F-1Fスーパータイガー

前述の通り、F11Fは機体重量に比べてエンジンが非力だったのが弱点であった。これを改良し、エンジンをより強力なGE J79（推力 4355kg）に変えた性能向上型F11F-1F スーパータイガー（Super Tiger）が開発された。最高速度 2,253km/hを記録、さらには23,449mの世界高度記録を樹立したが、反面エンジンの大型化により燃料消費が増大したことで航続距離が減少し、さらに翼面荷重も高くなったことから離着陸性能も悪化し、海軍の興味をひかず採用にはいたらなかった。F11F-1Fは試作機2機の生産にとどまった。F11F-1Fは1962年にF-11Bと改称された。
そこでグラマンは、NATOや、F-86の後継戦闘機（第1次F-X）を選定していた日本の航空自衛隊に、販売代理店の日商岩井とともに売込みをはかった。日本向けの機体はグラマンの社内名でG.98J-11と呼ばれ、F11F-1Fの2号機を改造したデモンストレーター（G-98そのものではない）が製作され、その操縦性と安全性をセールスポイントとして、日本では採用が一旦内定した。しかし、G-98の内定に対して「汚職の疑いがある」また「設計図だけの幽霊戦闘機」との批判が起こり、関係者からの事情聴取や証人喚問にまで発展、一旦白紙化した（第1次FX問題）。
前述の通りF11F-1Fスーパータイガーはエンジンの換装によりさまざまな問題が生じたが、グラマンはこれを改良して自衛隊の要求に合わせるとしていた。しかしその場合の開発資金は当然日本一国で負担しなければならず、対立候補であったロッキードF-104と比べると、生産も運用も困難となることがすでに1957年の調査団の報告書でも指摘されていた。
源田実航空幕僚長を団長とする官民合同の調査団が再び訪米し、2ヵ月半にわたる調査の結果提出された報告書に基づく再選定の結果、結局F-104が採用された。グラマンはこれにより230機という大口需要を失うこととなった。

## 事故
タイガーはジェット機として初めて自機を撃墜したことで知られている。
開発中の1956年9月21日、テストパイロットであったトム・アトリッジは、緩降下中に20mm砲を試射、2回のバースト射撃を実施した。砲弾の弾道が減衰したことにより、降下を続けた機体と最終的に交差し、タイガーは操縦不能となり、アトリッジは機体を不時着させた。彼は一命を取り留めた。

## 仕様 (F11F-1/F-11A)
| 機体名       | F11F-1                                                | F11F-1                                                | F11F-1                                                |
| ------------ | ----------------------------------------------------- | ----------------------------------------------------- | ----------------------------------------------------- |
| 乗員         | 1名                                                   | 1名                                                   | 1名                                                   |
| ミッション   | General Purpose Fighter (1)                           | General Purpose Fighter (2)                           | General Purpose Fighter (3)                           |
| 全長         | 44ft 10.75in (13.68m)                                 | 44ft 10.75in (13.68m)                                 | 44ft 10.75in (13.68m)                                 |
| 全幅         | 31ft 8in (9.65m)                                      | 31ft 8in (9.65m)                                      | 31ft 8in (9.65m)                                      |
| 全高         | 13ft 2.75in (4.03m)                                   | 13ft 2.75in (4.03m)                                   | 13ft 2.75in (4.03m)                                   |
| 翼面積       | 250ft² (23.23m²)                                      | 250ft² (23.23m²)                                      | 250ft² (23.23m²)                                      |
| 空虚重量     | 13,307lbs (6,036kg)                                   | 13,307lbs (6,036kg)                                   | 13,307lbs (6,036kg)                                   |
| 離陸重量     | 21,035lbs (9,541kg)                                   | 23,899lbs (10,840kg)                                  | 21,915lbs (9,940kg)                                   |
| 戦闘重量     | 18,375lbs (8,335kg)                                   | 20,195lbs (9,160kg)                                   | 19,255lbs (8,734kg)                                   |
| 搭載燃料     | 離陸重量：1,023gal (3,872ℓ) 戦闘重量：614gal (2,324ℓ) | 離陸重量：1,323gal (5,008ℓ) 戦闘重量：794gal (3,005ℓ) | 離陸重量：1,023gal (3,872ℓ) 戦闘重量：614gal (2,324ℓ) |
| 携行装備     | ―                                                     | サイドワインダー×2                                    | サイドワインダー×4                                    |
| エンジン     | Wright J65-W-18 (推力：28.78kN ⇒ 46.71kN) ×1          | Wright J65-W-18 (推力：28.78kN ⇒ 46.71kN) ×1          | Wright J65-W-18 (推力：28.78kN ⇒ 46.71kN) ×1          |
| 最高速度     | 654kn/S.L. (1,211km/h 海面高度)                       | 641kn/S.L. (1,187km/h 海面高度)                       | 630kn/S.L. (1,167km/h 海面高度)                       |
| 上昇能力     | 16,300ft/m S.L. (82.8m/s 海面高度)                    | 11,200ft/m S.L. (56.9m/s 海面高度)                    | 10,800ft/m S.L. (54.86m/s 海面高度)                   |
| 実用上昇限度 | 49,000ft (14,935m)                                    | 47,300ft (14,417m)                                    | 47,500ft (14,478m)                                    |
| 航続距離     | 1,108n.mile (2,052km)                                 | 1,146n.mile (2,122km)                                 | 784n.mile (1,452km)                                   |
| 戦闘行動半径 | 310n.mile (574km)                                     | 420n.mile (778km)                                     | 250n.mile (463km)                                     |
| 固定武装     | Mk.12 20mm機関砲×4 (弾数計500発)                      | Mk.12 20mm機関砲×4 (弾数計500発)                      | Mk.12 20mm機関砲×4 (弾数計500発)                      |

## 各型
F9F-9
開発時名称。F9F-8より変更。
F11F-1
量産型。1962年以降、F-11Aに改称。200機製造。
F11F-P
写真偵察機型。85機製造計画もキャンセル。
F11F-1F
エンジン換装、性能向上型。1962年以降、F-11Bに改称。2機製造。

## 現存する機体
| 型名          | 番号       | 機体写真 | 所在地                      | 所有者                                         | 公開状況 | 状態     | 備考 |
| ------------- | ---------- | -------- | --------------------------- | ---------------------------------------------- | -------- | -------- | --- |
| F11F-1        | 138645 43  | 写真     | アメリカ カリフォルニア州   | エル・セントロ海軍航空施設                     | 非公開   | 静態展示 | 施設入口入ってすぐの三角形の敷地に、他3機種とともに展示されている。航空祭などで施設が公開されたときには近くで見られる。          |
| F11F-1 F-11A  | 141735 52  |          | アメリカ カリフォルニア州   | ヤンクス航空博物館                             | 公開     | 静態展示 | |
| F11F-1 F-11A  | 141760 77  |          | アメリカ テネシー州         | ミリントン＝メンフィス空港                     | 公開     | 保管中   | 2017年まで、45年間ミリントンを通るネイヴィーロード沿いの支柱に展示されていたため、現在塗装が復元されている。写真は展示時のもの。 |
| F11F-1 F-11A  | 141783 100 |          | アメリカ オハイオ州         | MAPS航空博物館                                 | 公開     | 静態展示 | |
| F11F-1 F-11A  | 141790 107 |          | アメリカ インディアナ州     | グリソム航空博物館                             | 公開     | 静態展示 | |
| F11F-1 F-11A  | 141802 119 |          | アメリカ ノースカロライナ州 | ロウソン浦公園(Lawson Cleek Park)              | 公開     | 静態展示 | |
| F11F-1 F-11A  | 141811 128 |          | アメリカ カンザス州         | 空中戦航空博物館                               | 公開     | 静態展示 | |
| F11F-1 F-11A  | 141824 141 |          | アメリカ アリゾナ州         | ピマ航空宇宙博物館                             | 公開     | 静態展示 | |
| F11F-1 F-11A  | 141828 145 |          | アメリカ フロリダ州         | 国立海軍航空博物館                             | 公開     | 静態展示 | |
| F11F-1 F-11A  | 141832 149 |          | アメリカ ニューヨーク州     | 航空発祥地博物館                               | 公開     | 静態展示 | |
| F11F-1 F-11A  | 141851 168 |          | アメリカ ニュージャージー州 | マクガイア＝ディクス＝レイクハースト統合基地   | 非公開   | 保管中   | かつては基地前に展示されていた。今はF/A-18と置き換えられている。                                                                 |
| F11F-1 F-11A  | 141853 170 | 写真     | アメリカ コロラド州         | プエブロ・ワイスブロッド航空機博物館           | 公開     | 静態展示 | |
| F11F-1 F-11A  | 141859 176 | 写真     | アメリカ オクラホマ州       | 退役軍人記念公園 (Veteran's Memorial Park)     | 公開     | 静態展示 | |
| F11F-1 F-11A  | 141864 181 | 写真     | アメリカ ヴァージニア州     | オウシアナ海軍航空基地航空公園                 | 公開     | 静態展示 | |
| F11F-1 F-11A  | 141868 185 |          | アメリカ アリゾナ州         | プレインズ・オヴ・フェイム航空博物館別館       | 公開     | 静態展示 | |
| F11F-1 F-11A  | 141869 186 |          | アメリカ テネシー州         | ディスカバリー・パーク・オヴ・アメリカ         | 公開     | 静態展示 | |
| F11F-1 F-11A  | 141872 189 |          | アメリカ ミシガン州         | エア・ズー航空宇宙科学博物館                   | 公開     | 静態展示 | |
| F11F-1 F-11A  | 141882 199 |          | アメリカ フロリダ州         | ヴァリアント航空軍団株式会社ウォーバード博物館 | 公開     | 静態展示 | |
| F11F-1 F-11A  | 141884 201 |          | アメリカ ニューヨーク州     | イントレピッド海上航空宇宙博物館               | 公開     | 静態展示 | PDF |
| F11F-1F F-11B | 138647 45  | 写真     | アメリカ カリフォルニア州   | 海軍兵装技術博物館                             | 公開     | 静態展示 | |